# Bismarckturm (Grimma)
Der Bismarckturm (auch Jutta-Turm genannt) bei Grimma im sächsischen Landkreis Leipzig ist ein zu Ehren des ehemaligen deutschen Reichskanzlers Fürst Otto von Bismarck errichtetes Bismarck-Denkmal. Er befindet sich im Landschaftspark Jutta-Park auf etwa 169 m Höhe an der Westflanke des 181 m hohen Galgenbergs nahe dem südöstlich von Grimma gelegenen Ortsteil Kaditzsch (Ortschaft Höfgen).

## Geschichte
Der Turm wurde als Teil des von Jutta Ida Gleisberg, der Gattin des vermögenden Grimmaer Großmühlenbesitzers Gleisberg, im Jahr 1900 angelegten Gleisbergpark (heute Jutta-Park) konzipiert. Die Anlage des Landschaftsparks erfolgte in Anpassung an natürliche Gegebenheiten in Anlehnung an englische Landschaftsparks und italienische Gärten. Das Bauwerk wurde im Jahr 1905 eingeweiht. Die Baukosten betrugen damals 7000 Mark. Am Ende des Zweiten Weltkrieges wurde der Turm im Jahr 1945 im oberen Bereich stark beschädigt. Bis Anfang der 1990er Jahre blieb das Bauwerk eine Ruine. Es wurde in den Jahren 1992/1993 saniert und am 1. Mai 1993 als Teil des neugestalteten Jutta-Parks wiedereröffnet. Heute ist der Turm in das Kulturprojekt Denkmalschmiede Höfgen eingebunden. Von 1996 bis 2012 war im Turm eine Klanginstallation von Erwin Stache untergebracht.

## Beschreibung des Turmes
Der 16,85 m hohe Rundturm ist gleichzeitig Aussichts- und Wasserturm. Die mit Zinnen ausgestaltete, auf 15,75 m Höhe gelegene Aussichtsplattform erreicht man über eine Wendeltreppe mit 81 Stufen. Der Wasservorratsbehälter wurde im Keller des Bauwerkes installiert. Mittels einer abnehmbaren Feuerungsvorrichtung konnte der Turm beflammt werden. Gegenüber dem Eingang in den Turm befindet sich an der Rückseite eine flache und rechteckige, angebaute Terrasse auf Bogenöffnungen und mit Geländer. Diese Terrasse zeigt auf eine von einem Rondell im Park zum Turm hinführende Kastanienallee. Als Baumaterial für den runden Turm wurden Granitsteine verwendet.
|  |  |  |